# Градски стадион Невесиње
Градски стадион Невесиње је вишенамесни стадион у Невесињу, Република Српска, Босна и Херцеговина, који се највише користи за фудбалске утакмице. На стадиону своје утакмице као домаћин игра ФК Вележ Невесиње. Стадион има и атлетску стазу.
Градски стадион у Невесињу има травнат терен и капацитет за 900 гледалаца.